# 韓不信
韓 不信（かん ふしん、生没年不詳）は、韓簡子（かん かんし）ともいい、春秋時代の晋の卿。
韓不信は韓須（韓貞子）の子として生まれた。韓須が死去すると、後を嗣いで韓氏の宗主となった。
紀元前510年、韓不信は狄泉に諸侯の大夫を召集し、盟を交わし、成周の城壁修築を指示した。紀元前509年、韓不信は周の原寿過とともに成周の城壁修築を監督した。韓不信は荀寅（中行文子）と仲が悪く、紀元前497年に智躒・魏侈らとともに定公を奉じて范氏・中行氏を攻撃した。